# 4778 Fuss
4778 Fuss eller 1978 TV8 är en asteroid i huvudbältet som upptäcktes den 9 oktober 1978 av den sovjetisk-ryska astronomen Ljudmila Zjuravljova vid Krims astrofysiska observatorium på Krim. Den är uppkallad efter matematikern Nicolaus Fuss.
Asteroiden har en diameter på ungefär 12 kilometer och den tillhör asteroidgruppen Themis.